# Os Super-humanos
Os Super-humanos (nome original (em inglês): The Real Superhumans and the Quest for the Future Fantastic) é uma série de televisão estadunidense, estilo documentário, exibido pelo canal de tv a cabo Discovery Channel.

## O programa
Apresentado no Discovery Channel, o programa apresentará histórias impressionantes e reais de pessoas que possuem habilidades únicas. Com a ajuda de uma equipe de cientistas que tentará desvendar o segredo de seus DNAs, eles tentarão compreender seus “poderes”. Além de destacar os avanços tecnológicos e científicos que ajudarão no entendimento da próxima geração de “super-heróis”, Os Super-humanos também mostrará como o homem deve evoluir.

## Ver Também
- Os Super Humanos de Stan Lee
- Super-humanos: América Latina
- Projeto Super-Humanos